# Langmaulfledermaus

Verbreitungsgebiet der Langmaulfledermaus

Die Langmaulfledermaus (Platalina genovensium) ist ein im Nordwesten Südamerikas verbreitetes Fledertier in der Familie der Blattnasen und die einzige Art der Gattung Platalina.

## Merkmale
Diese große nektarfressende Fledermaus erreicht eine Kopf-Rumpf-Länge von 67 bis 80 mm, eine Schwanzlänge von 6,5 bis 8 mm sowie ein Gewicht von 8 bis 16 g, wobei Weibchen etwas schwerer sind. Die Unterarmlänge beträgt 46 bis 53 mm, die Hinterfüße sind 12 bis 18 mm lang und es sind 12 bis 21 mm lange Ohren vorhanden. Die weißen Haare haben braune Spitzen, was ein hell- bis dunkelgraues Aussehen erzeugt. Typisch ist die langgestreckte Schnauze mit kurzen Vibrissen sowie eine lange Zunge. Der Schwanz nimmt etwa 1/3 der leicht behaarten Schwanzflughaut ein. Das Nasenblatt ist ein kleiner aufgerichteter blattförmiger Hautlappen. Kennzeichnend sind lange Schneidezähne, von denen die unteren zwei Höcker besitzen. Die Zahnformel lautet I 2/2, C 1/1, P 2/3, M 3/3.

## Verbreitung
Diese Fledermaus lebt im Westen von Peru und Nordwesten von Chile an den Hängen der Anden zwischen 50 und 2300 Meter Höhe. Sie hält sich in trockenen Tälern mit spärlicher Vegetation aus Büschen und Kakteen auf. Die jährliche Niederschlagsmenge in der Region liegt zwischen 30 und 180 Millimeter.

## Lebensweise
Die Langmaulfledermaus ruht am Tage in Höhlen, Tunneln und verlassenen Bergwerksstollen. Im Versteck bilden sich Kolonien mit 50 bis 60 Mitgliedern, die nur aus Männchen oder aus Vertretern beider Geschlechter bestehen. Innerhalb der Kolonie ruhen Gruppen mit 5 bis 6 Exemplaren dichter zusammen. Zur Nahrung zählen vor allem Pollen, Nektar und Früchte von Kakteen der Gattung Weberbauerocereus. Diese treten zu allen Jahreszeiten auf. Zusätzlich nutzt die Art den Kaktus Browningia candelaris als Nahrungsquelle und frisst Insekten sowie Pflanzensamen. Die Rufe zur Echoortung sind durchschnittlich 1,3 Millisekunden lang und erreichen ihre stärkste Intensität bei 89 kHz. Der Schalldruckpegel liegt dabei zwischen −10 und −35 Dezibel.
Im September und Oktober konnten trächtige Weibchen registriert werden. Bei längeren Trockenperioden kann die Fortpflanzung über ein bis zwei Jahre ausfallen.

## Gefährdung
Der Bestand ist durch Störungen in den Verstecken, Anlage neuer Bergwerke und Erweiterung menschlicher Siedlungen bedroht. Einzelne Exemplare werden gefangen und in der traditionellen Medizin benutzt. Ungünstige Wetterlagen im Zusammenhang mit El Niño könnten sich in Zukunft verstärken. Die IUCN schätzt die Populationsabnahme über einen Zeitraum von 15 Jahren mit bis zu 30 Prozent ein und listet die Langmaulfledermaus in der Vorwarnliste (near threatened).